# Discolobium leptophyllum
Discolobium leptophyllum är en ärtväxtart som beskrevs av George Bentham. Discolobium leptophyllum ingår i släktet Discolobium och familjen ärtväxter. Inga underarter finns listade i Catalogue of Life.